# Acide fusidique
L'acide fusidique est un acide organique de structure stéroïdienne, qui possède des propriétés antibiotiques bactériostatiques. Il est utilisé dans les crèmes et collyres, mais aussi en administration systémique sous forme de comprimés ou d'injections.
La fusidine est utilisée pour le traitement de l'impétigo et se présente sous forme de crème pour application cutanée.

## Mode d'action
L'acide fusidique est un inhibiteur de la biosynthèse des protéines chez les bactéries. Il bloque la traduction en se liant au facteur d'élongation EF-G. Ceci bloque la translocation des ARN de transfert sur le ribosome ainsi que la progression du ribosome sur l'ARN messager.

## Historique
La molécule a été isolée au début des années 1960.